# Christophe-Frédéric Cotta
Pour les articles homonymes, voir Cotta.
Christophe-Frédéric Cotta, né à Stuttgart (Duché de Wurtemberg) le 7 août 1758 et décédé à Trippstadt le 21 septembre 1838, est un avocat et militant jacobin français, surtout connu pour avoir été l'un des meneurs du mouvement de Mayence en 1792 et 1793.

## Biographie
Christophe-Frédéric Cotta naît à Stuttgart, le 7 août 1758, d'un père imprimeur. Nommé administrateur de la poste à Tubingue à l'âge de 17 ans, à la place d'un oncle décédé, il cède la place à son frère, en 1783, pour s'adonner à l'étude du droit.
Pour ses publications sur les questions relatives au droit allemand, il est reçu docteur en droit en 1786 et nommé professeur de jurisprudence à l'Académie ducale Haute école Charles (de) à Stuttgart. Fondateur de la « Gazette de Stuttgart » et du journal de « Littérature politique allemande », il s'enthousiasme pour les idées de liberté alors proclamées en France. Il se hâte de se faire connaître à la Société des amis de la Constitution de Strasbourg par une lettre le 15 juin 1790, dans laquelle il demande à être reçu dans cette Société, vu que « partout dans ses discours et ses écrits, il s'était montré le défenseur des droits de l'homme et du citoyen, nommément de la nation française, et qu'il mourra dans ces sentiments. ». Il y est reçu le 23 juin suivant.
Cotta souhaite aussi apporter à l'Alsace les soi-disant principes d'ordre et de liberté et déménage, en juillet 1791, à Strasbourg où il publie le Strassburgisches politisches Journal für Aufklärung und Freiheit pendant deux ans. Quand Custine envahit l'Allemagne, Cotta devient secrétaire de son état-major. Il déménage ainsi à Mayence, où, pour éveiller dans le peuple l'idée de l'annexion à la France de la rive gauche du Rhin, il compose deux écrits populaires que le général répand par milliers d'exemplaires parmi les habitants du territoire occupé. Ces écrits ont pour titres : Uber die Staatsverfassung Frankreichs
zum Unterricht für die Bürger und Bewohner im Erzbisthum Mainz und den Bisthümern Worms und Speier et Wie gut es die Leute am Rhein und an der Mosel haben könnten (30 novembre 1792). Il défend dans son journal les mesures politiques de Custine et est nommé commissaire des postes allemandes. Le 27 janvier 1793, il donne un arrêté ordonnant l'éloignement de tous les insignes rappelant l'empire allemand et l'adoption des couleurs nationales françaises ; toutes les signatures devaient se faire au nom de la République française.
Cotta fit partie avec Euloge Schneider, de la fraction allemande qui était venue s'abattre sur Strasbourg. Reçu aux jacobins, le 7 février 1792, nous le trouvons en octobre à l'Assemblée générale des autorités constituées du peuple et des Sociétés populaires, à Strasbourg. Le 24 octobre, il est adjoint au Comité de surveillance des jacobins pour procéder à la nomination des trois corps administratifs révolutionnaires de Strasbourg. Le 28 octobre suivant, il fut nommé commissaire avec la charge d'arrêter les anciens employés de tout grade, tels que baillis, prévôts, huissiers, forestiers seigneuriaux ainsi que les plus riches aristocrates. Sous l'administration du maire Pierre-François Monet, il fut élu officier municipal avec ordre donné par le maire de la visite du Séminaire, de la division des prisonniers en trois classes, les innocents, les suspects pour les déporter et les dangereux pour les transférer à Besançon. Cotta n'était pas précisément un homme méchant, sacrifiant, comme bien d'autres, le bon sens au déliré révolutionnaire. Il combattit ainsi énergiquement la motion du massacre des émigrés et s'opposa vigoureusement à la mutilation des statues de la cathédrale Notre-Dame de Strasbourg.
Cependant il fut arrêté, le 10 janvier 1794, par ordre des représentants Baudot et Lacoste sous l'inculpation d'avoir cherché à renouveler la permanence des douze sections de la ville de Strasbourg, afin de pouvoir plus facilement exciter une insurrection dans cette place de guerre. Ses papiers furent saisis et il fut transféré à la Conciergerie de Paris, où il resta enfermé près d'une année, attendant le jugement du tribunal révolutionnaire.
La chute de Robespierre lui ouvrit les portes de la prison le 18 septembre, et il revint à Strasbourg où il épousa, le 14 décembre 1796, la veuve de Schneider, Marie Sara Stamm (née le 31 août 1771 ; décédée le 2 janvier 1807). Il rédigea ensuite, en collaboration avec Lambert, Mathias Metternich et Georg von Wedekind (de) de Mayence, le « Rheinische Zeitung », puis en 1799, le « Strassburgische Zeitung ». En 1796, il fut de nouveau employé dans les postes aux pays annexés, devint sous-chef de bureau aux archives du département du Bas-Rhin en 1799, et publia la Chronique des Francs, immédiatement supprimée par le préfet Laumond. De 1800 à 1810, il occupa les fonctions d'huissier a Wissembourg, s'occupa ensuite de travaux privés, entra, en 1815, au service du Wurtemberg, puis à celui de l'Autriche. En avril 1816, il reçut une place auprès, de l'administration à Landau, mais fut mis à la retraite peu après comme surnuméraire. Il mourut à Trippstadt le 21 septembre 1838, à l'âge de 80 ans. Il est l'auteur présumé de la brochure « Eul. Schneiders Schicksale in Frankreich », 1797.

## Sources
1. ↑  Édouard Sitzmann, Dictionnaire de biographie des hommes célèbres de l'Alsace : depuis les temps les plus reculés jusqu'à nos jours., Tome 1, édition F. Sutter, Rixheim, 1910, p. 323ff